# Gerhard Rodax
Gerhard Rodax (Tattendorf, Austria,  29 de agosto de 1965-Traiskirchen, 17 de noviembre de 2022) fue un jugador y entrenador de fútbol austriaco que participó en la selección de su país.

## Biografía
Alcanzó fama mundial tras la campaña de 1989, en la que fue bota de plata del fútbol europeo, tras marcar 35 goles en la Bundesliga austriaca, por detrás del mexicano Hugo Sánchez del Real Madrid y del búlgaro Hristo Stoichkov del Barcelona, que compartieron la bota de oro.
Esta efectividad goleadora le valió su traspaso del Admira Wacker al Atlético de Madrid por una gran suma de dinero. Tras un par de campañas en las que no rindió como se esperaba, jugando con el portugués Paulo Futre, el alemán Bernd Schuster y Donato Gama da Silva, fue de nuevo traspasado al SK Rapid de Viena, pese a que ganó con el conjunto colchonero la Copa de S.M. el Rey en la temporada 1990/91.

## Muerte
Falleció en Traiskirchen, una localidad situada al sur de Viena, atropellado por un tren de alta velocidad. Rodax, que sufría problemas de salud, vivía en Traiskirchen, donde era profesor en la escuela de tenis. El Atlético de Madrid ha mostrado sus sinceras condolencias. 
Estaba casado y era padre de dos hijos.

## Clubes

### Jugador
| Club                      | País    | Año         |
| ------------------------- | ------- | ----------- |
| VfB Admira Wacker Mödling | Austria | 1983-1990   |
| Atlético de Madrid        | España  | 1990 - 1991 |
| Rapid Viena               | Austria | 1992 - 1993 |
| VfB Admira Wacker Mödling | Austria | 1995-1996   |

### Entrenador
| Club                         | País    | Año  |
| ---------------------------- | ------- | ---- |
| VfB Admira Wacker Mödling II | Austria | 2002 |
| VfB Admira Wacker Mödling II | Austria | 2008 |